# I Was Never Really Here
I Was Never Really Here ist ein Kurzfilm des Regisseurs Gabriel Bihina Arrahnio aus dem Jahr 2022, das Drehbuch schrieben Judith Rose Gyabaah und Johanna Bungarten. Die Premiere des Films fand auf dem Aesthetica Short Film Festival 2022 statt.

## Handlung
Der in Ghana geborene Sam lebt mit seiner Mutter Rita in einer nicht genauer definierten Gegend im Berliner Umland. Sam und Rita bekommen Besuch von Ritas alter Freundin Gifty und deren Sohn Kwesi. Sam beginnt, sich in Kwesi zu verlieben und seine Identität zu hinterfragen. Doch ihre aufkeimende Verbindung ist durch den fehlenden Aufenthaltsstatus von Kwesi und seiner Mutter Gifty bedroht.

## Hintergrund
I Was Never Really Here ist eine Produktion der Filmuniversität Babelsberg „Konrad Wolf“. Es handelt sich um den ersten Spielfilm von Gabriel Bihina Arrahnio.
Der Film wurde im Jahr 2021 in Berlin und Umgebung gedreht.
Die Filmmusik stammt von Luis Guldzynski, das Sound Design von Patrick Gasda.
I Was Never Really Here erlebte seine Premiere 2022 auf dem Aesthetica Short Film Festival und lief seitdem auf zahlreichen Internationalen Festivals.

## Auszeichnungen und Nominierungen
I Was Never Really Here konnte sich beim Filmschoolfest Munich 2022 gegen 39 andere Filme durchsetzen und gewann den Publikumspreis. Beim Festival du Court-Métrage de Clermont-Ferrand wurde er in der Kategorie „African perspectives“ nominiert. Am 25. Oktober 2023 gab Claudia Roth die Nominierung für den Deutschen Kurzfilmpreis 2023 bekannt. Im Januar 2024 wurde dem Film durch die Deutsche Film- und Medienbewertung das Prädikat „besonders wertvoll“ verliehen.